# Залуччя-2
Залуччя-2 (рос. Залучье-2) — присілок в Старорусському районі Новгородської області Російської Федерації.
Населення становить 16 осіб. Входить до складу муніципального утворення Залуцьке сільське поселення.

## Історія
Від 2004 року входить до складу муніципального утворення Залуцьке сільське поселення.

## Населення
| 2010 |
| ---- |
| 16   |